# Ломов, Игорь Сергеевич
Игорь Серге́евич Ло́мов (род. 1954) — математик, доктор физико-математических наук, заслуженный профессор МГУ, профессор факультета ВМК МГУ.

## Биография
Окончил 11-ю английскую спецшколу в Москве (1971).
Окончил факультет ВМК МГУ (1976) и аспирантуру факультета ВМК МГУ по кафедре математической физики (1979).
Награжден грамотой ЦК ВЛКСМ и Совета Министров СССР за студенческую научную работу (1977).
Защитил диссертацию «Некоторые вопросы спектральной теории операторов Штурма-Лиувилля» на степень кандидата физико-математических наук (1980).
Защитил диссертацию «Равномерная сходимость и сходимость в Lp на замкнутом интервале спектральных разложений неклассических обыкновенных дифференциальных операторов» на степень доктора физико-математических наук (2002).
Заслуженный профессор МГУ (2013).
Работает на факультете ВМК с 1979 года в должностях ассистента (1979–1985), старшего преподавателя (1985–1988), доцента (1988–2002) кафедры общей математики. Профессор кафедры общей математики факультета вычислительной математики и кибернетики (с 2003).
Область научных интересов: спектральная теория дифференциальных операторов и асимптотические методы решения дифференциальных уравнений. Автор 12 книг и 99 научных статей